# Tadeusz Falkiewicz
Tadeusz Falkiewicz (ur. 27 marca 1897 w Gródku, zm. 14 grudnia 1981) – polski lekarz neurolog.

## Życiorys
Urodził się w Gródku, ówczesnym mieście powiatowym Królestwa Galicji i Lodomerii, w rodzinie Antoniego i Antoniny z Tarasowiczów. Był młodszym bratem Stanisława (1889–1970).
16 sierpnia 1914 został przyjęty do Legionów Polskich. Służył w 4. kompanii I batalionu 1 Pułku Piechoty. W szeregach tego pułku odbył kampanię kielecką i walczył w okolicach Nowego Sącza. 2 lutego 1915 został przydzielony do Komendy Stacji Etapowej w Kętach, a później w Sandomierzu. Odnotowany w I Baonie Uzupełniającym, skąd wyjechał na urlop do Lwowa (21 grudnia 1915 – 1 stycznia 1916). Od 26 czerwca 1916 do 10 listopada 1917, w stopniu sierżanta, walczył w 12. (4.) kompanii V baonu 5 Pułku Piechoty. Następnie do 10 listopada 1918 działał w Polskiej Organizacji Wojskowej .
Od 10 listopada 1918 do 31 grudnia 1920 służył w Wojsku Polskim, w Dywizji Litewsko-Białoruskiej, a od 1 czerwca 1920 w 7 Dywizji Piechoty . 8 stycznia 1924 został zatwierdzony w stopniu kapitana ze starszeństwem z 1 czerwca 1919 i 27. lokatą w korpusie oficerów rezerwy sanitarnych, grupa podlekarzy. Posiadał przydział w rezerwie do 9 Batalionu Sanitarnego w Siedlcach.
W 1922 uzyskał dyplom lekarza. Od 1 kwietnia 1922 do 20 października 1928 był asystentem w Klinice Neurologicznej Wydziału Lekarskiego Uniwersytetu Jana Kazimierza we Lwowie. W latach 1928–1935 był ordynatorem Oddziału Nerwowego w 6 Szpitalu Okręgowym we Lwowie. Prowadził praktykę w tym mieście przy ulicy Piekarskiej 11. Od 1935 był naczelnym lekarzem Ubezpieczalni Społecznej we Lwowie. Został członkiem i delegatem Lwowskiej Izby Lekarskiej. Jako przedstawiciel Lwowskiej Izby Lekarskiej został wybrany do składu Naczelnej Izby Lekarskiej V kadencji 1935–1939.
W wyniku wyborów samorządowych z maja 1934 został zastępcą radnego. Oficjalne wyniki wyborów do Rady Miejskiej we Lwowie zostały zatwierdzone przez Główną Komisję wyborczą 28 maja 1934, a mandaty uzyskali następujący kandydaci z list (lista nr 1 była o charakterze prorządowym), a we wrześniu 1935 uzyskał mandat radnego po odejściu pierwotnie wybranego radnego. W wyborach samorządowych z maja 1939 uzyskał mandat radnego Rady Miasta Lwowa startując z Listy Chrześcijańsko-Narodowej jako kandydat Obozu Zjednoczenia Narodowego.
Był żonaty z Marią Stefanią z rodu baronów Wallisch (córka nadleśniczego Emila Wallischa), z którą miał synów: starszego Andrzeja (ur. 1929) i młodszego Rafała. Do 1939 pracował przy ul. Jagiellońskiej 20, a zamieszkiwał wraz z rodziną przy ulicy Sobińskiego 8a we Lwowie. 
Na stopień majora został mianowany ze starszeństwem z 19 marca 1939 i 1. lokatą w korpusie oficerów rezerwy zdrowia, grupa lekarzy.
Po wybuchu II wojny światowej we wrześniu 1939 dr Falkiewicz został powołany do służby wojskowej. W 1940 jego żona i synowie zostali deportowani przez sowietów w głąb ZSRR, gdzie spędzili 2,5 roku, a po wojnie dotarli do Wielkiej Brytanii, gdzie w Szkocji spotkali się z Tadeuszem Falkiewiczem, pełniącym tam obowiązki lekarza Polskich Sił Zbrojnych. Następnie wraz z rodziną wyemigrował do Stanów Zjednoczonych. Tam otworzył praktykę lekarską w Loniville. Po przejściu na emeryturę zamieszkiwał na Florydzie. Jego syn Rafał poniósł śmierć w katastrofie samolotu, a Andrzej został urzędnikiem i dyplomatą w USA. Latem 1972 Tadeusz Falkiewicz przebywał na wycieczce w rodzinnym Lwowie, gdzie jego syn Andrzej złożył w tamtejszej radzie miejskiej oficjalny protest przeciwko zniszczeniu Cmentarza Obrońców Lwowa.

## Ordery i odznaczenia
- Krzyż Niepodległości (16 września 1931)[23]
- Krzyż Kawalerski Orderu Odrodzenia Polski (maj 1939)[24]
- Złoty Krzyż Zasługi (11 listopada 1934)[25]
- Medal Pamiątkowy za Wojnę 1918–1921[1]